# 검복

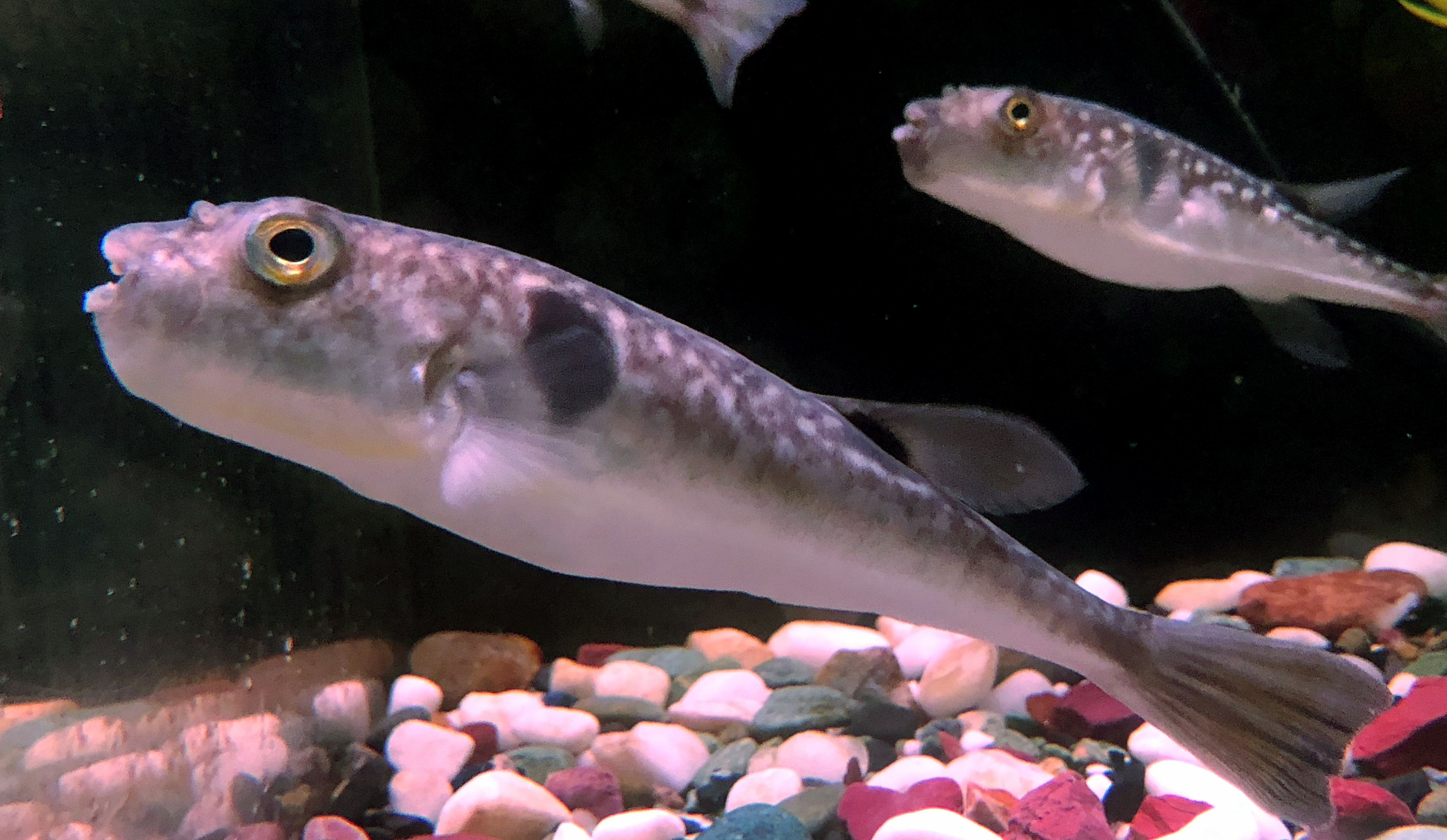

검복은 복어목 참복과의 바닷물고기로 성나면 배를 부풀리고 이빨을 가는 듯한 소리를 낸다. 난소, 간, 껍질에는 독성이 있어서 이를 제거하고 먹는다.
복장어, 복쟁이라고도 한다.

## 특징
몸은 계란형으로 굵고 짧다. 입은 작고, 이빨은 좌우로 좁게 달라붙어 새의 부리모양을 하고있다. 몸 표면은 가시가 없고 매끄럽다. 몸 등쪽은 어두운 갈색 바탕에 흰색 무늬가 흩어져 있는데, 자랄수록 차츰 없어진다. 몸의 중앙은 선명한 노란색의 세로띠가 머리 앞쪽에서 꼬리지느러미까지 길게 뻗어있다. 가슴지느러미 끝과 등지느러미 아래 부분에 크고 검은 둥근 무늬가 1개 나타난다.